# جيم بوفين
جيم بوفين (بالألمانية: Jim Boeven)‏ هو ممثل ألماني، ولد في 11 نوفمبر 1967 في ألمانيا.

## أعمال

### أفلام
- (2002) هارتس وار[3]
- (2013) الأخاديد

## وصلات خارجية
- جيم بوفين على موقع IMDb (الإنجليزية)
- جيم بوفين على موقع ألو سيني (الفرنسية)
- جيم بوفين على موقع أول موفي (الإنجليزية)
- جيم بوفين على موقع قاعدة بيانات الفيلم (الإنجليزية)
- جيم بوفين على موقع كينوبويسك (الروسية)